# Уили Нелсън
Уили Хю Нелсън (на английски: Willie Hugh Nelson) е американски музикант, актьор и общественик.
Успехът сред критиката на албума „Shotgun Willie“ (1973), заедно с по-масовият успех на „Red Headed Stranger“ (1975) и „Stardust“ (1978), превръщат Нелсън в една от най-бележитите фигури в кънтри музиката. Той е един от главните представители на аутлоу кънтри, поджанр в кънтри музиката, който се оформя в края на 60-те години като реакция срещу консервативните ограничения на нашвилското звучене. Нелсън има роли в над 30 филма, пише в съавторство няколко книги и е публичен поддръжник на биогоривата и легализацията на марихуаната.
Роден по време на Голямата депресия и отгледан от своите баба и дядо, Нелсън пише първата си песен на 7 години, а на 10 е вече в първата си група. В гимназията той прави местни обиколки с „Бохимиън Полка“, където е фронтмен и китарист. След като завършва гимназията, от 1950 г. служи във Военновъздушните сили, но е освободен, поради проблеми в гърба. След това учи две години в Университета „Бейлър“, но се отказва, заради първите си успехи в музиката. По това време е диджей в тексаски радиостанции и певец в кънтри барове. Нелсън се премества във Ванкувър, щата Вашингтон, където пише „Family Bible“ и през 1956 г. записва песента „Lumberjack“, продължава да работи като диджей в местни радиостанции. През 1958 г. се премества в Хюстън, след като подписва договор с „Ди Рекърдс“. Той пее всяка седмица в „Ескуайър Болрум“ и работи като диджей. По това време пише песни, които стават кънтри стандарти, като „Funny How Time Slips Away“, „Hello Walls“, „Pretty Paper“ и „Crazy“. През 1960 г. отива в Нашвил и по-късно подписва договор с „Пемпър Мюзик“, който му позволява да се включи в групата на Рей Прайс като басист. През 1962 г. записва първия си албум „...And Then I Wrote“. Благодарение на неговия успех подписва през 1964 г. с „Ар Си Ей Виктор“, а на следващата година се включва в шоуто „Гранд Ол Опри“. След хитове в средата на класациите в края на 60-те и началото на 70-те, Нелсън се отказва от музиката през 1972 г. и отива в Остин. Местната музикална сцена го кара да се върне към музиката и той започва да пее често в „Армадийо Уърлд Хедкуотърс“.
През 1973 г., след като подписва с Атлантик Рекърдс, Нелсън се обръща към аутлоу кънтри, и плод на усилията му са албумите Shotgun Willie и Phases and Stages. През 1975 г. преминава към Кълъмбия Рекърдс, с които записва критически успешния албум Red Headed Stranger. През същата година, той записва още един аутлоу кънтри албум, Wanted! The Outlaws, заедно с Уейлън Дженингс, Джеси Колтър и Томпал Гласър. В средата на 80-те, когато създава хитови албуми като Honeysuckle Rose и песни като On the Road Again, To All the Girls I've Loved Before и Pancho & Lefty, той се присъединява към супергрупата Хайуеймен, където се съединява с певци като Джони Кеш, Уейлън Дженингс и Крис Кристоферсън. През 1990 г., финансовите активи на Нелсън са конфискувани от Службата за вътрешни приходи, която твърди, че той дължи $32 000 000. По-късно е разкрито, че счетоводителите му, Прайс Уотърхаус, не са плащали данъци за Нелсън от години. Затрудненията при плащането на неизпълнения дълг са задълбочени от слабите инвестиции, които прави през 80-те. През 1991 г., Нелсън издава The IRS Tapes: Who'll Buy My Memories? (1992), като приходите от двойния албум са пренасочени към СВП, и търгът на Нелсъновите активи изчистват задълженията му. През 90-те и началото на 21 век, Нелсън продължава да прави турнета, като всяка година издава нови албуми. Ревютата варират от позитивни до смесени оценки. Той изследва жанрове като реге, блус, джаз и фолк. Нелсън прави първото си появяване в киното във филма от 1979 The Electric Horseman, последвано от други появи в киното и телевизията.
Нелсън е водещ либерален активист и съпредседател на Борда на съветниците към Националната организация за реформа на законите за марихуаната, която подкрепя легализирането на марихуаната. На еко-фронта, Нелсън притежава биодизелната марка Willie Nelson Biodiesel, която се приготвя от растително масло. Нелсън е също така почетен председател на Борда на съветниците към Тексаския музикален проект, който е официалната музикална благотворителна организация в щата Тексас.
Уили Нелсън е носител на 10 награди Грами, една от най-известните в целия свят личности, свързани с музиката. Освен като музикант той е известен и с проблемите си с неплатени данъци, употребата на марихуана и строежа на бензиностанции за биодизел. В последните години Уили Нелсън започва отново гастроли, записи и политически активизъм, което го поставя за пореден път в центъра на вниманието на медиите. Женен е 4 пъти и има 7 деца.

## Галерия
- Уили Нелсън на концерт в казино в Санта Инес, Калифорния
- Уили Нелсън с китарата си „Trigger“, на концерт в Кардиф, 2007